# Palinura
Infra-ordre
Les Palinura ou Palinoures sont un infra-ordre de crustacés décapodes, créé par Pierre André Latreille (1762-1833) en 1802 et correspondant aux langoustes et aux cigales de mer. Cet infra-ordre n'est plus admis par ITIS et d'autres bases de données comme ADW, CatalogueofLife qui le remplacent par Achelata.